# Kazimierz Kelles-Krauz
Kazimierz Radosław Elehard baron Kelles-Krauz, ps. "Radosław",  "Michał Luśnia" (ur. 22 marca 1872 w Szczebrzeszynie, zm. 24 czerwca 1905 w Pernitz w Austrii) – polski socjalista, filozof, socjolog, publicysta, pedagog. Działacz i teoretyk Związku Zagranicznego Socjalistów Polskich, później Polskiej Partii Socjalistycznej.

## Życiorys
Urodził się w Szczebrzeszynie 22 marca 1872 jako syn Michała Wilhelma Eleharda i Matyldy Daniewskiej, siostrzenicy Piotra Wysockiego. Kelles-Krauzowie byli rodem szlacheckim, wywodzącym się z Inflant, który w 1583 i 1585 otrzymał potwierdzenie tytułu barona. Michał Kelles-Krauz, mając 21 lat, wziął udział w powstaniu styczniowym, w wyniku czego, na skutek carskich represji popowstaniowych stracił cały majątek i w związku z tym zmuszony został do podjęcia pracy urzędnika. Z powodów zawodowych często zmieniał miejsce zamieszkania. W 1882 roku przeniósł się wraz z rodziną do Radomia, gdzie Kazimierz rozpoczął naukę. W rok później zmarła Matylda, pozostawiając ojcu wychowanie Kazimierza oraz pięciorga innych dzieci.
W radomskim gimnazjum Kazimierz Kelles-Krauz działał w tajnym kółku samokształceniowym „Aryele”, choć jego członkowie nazywali sami siebie Malczewianami, na cześć Franciszka Malczewskiego, który użyczał im swoje mieszkanie. Członkowie koła urządzali dyskusje poetyckie i czytali nielegalną literaturę socjalistyczną z okresu I Proletariatu. Debiutował jako poeta w pismach uczniowskich i w „Gazecie Radomskiej”. Letnie wakacje wykorzystywał na socjalistyczną agitację ludu wiejskiego. Wydalony z gimnazjum po spisku maturzystów, zdał maturę jako ekstern w Kielcach, z powodu udziału w spisku został wydalony z Wydziału Prawa Cesarskiego Uniwersytetu Warszawskiego po zaledwie dwóch miesiącach studiowania. W tym czasie jednak pełnił funkcję przewodniczącego „Koła Młodych”, zrzeszającego studentów z okolic Radomia. W 1892 Kelles-Krauz wyjechał do Paryża, gdzie pracował w Bibliotece Narodowej, podjął studia fizyczno-matematyczne na Sorbonie i nawiązał kontakty z międzynarodową emigracją socjalistyczną. Mieszkał wraz z Janem Lorentowiczem, w jednym budynku, który mieścił się w XIII dzielnicy Paryża przy rue de la Glacière Nr 20.
W 1893 został członkiem Międzynarodowego Instytutu Socjologicznego. Swoje prawo retrospekcji przewrotowej przedstawił po raz pierwszy w referacie wygłoszonym na I Międzynarodowym Kongresie Socjologicznym w 1894. W tymże roku został też członkiem Związku Zagranicznego Socjalistów Polskich, wybrano go do kierownictwa (tzw. Centralizacji), był pierwszym sekretarzem sekcji paryskiej tego związku, sekretarzem Komisji Chłopskiej, później Komisji Pracy.
Podczas II Zjazdu ZZSP, który odbył się w Gandawie w 1895 roku, Krauz został wybrany na męża zaufania. Funkcja ta umożliwiła mu wywieranie pewnego wpływu na politykę ZZSP. W tym samym roku mianowany został redaktorem „Bulletin Officiel du Parti Socialiste Polonais”, wszedł do redakcji „Przedświtu”, z ramienia ZZSP opiekował się Stowarzyszeniem Młodzieży Akademickiej „Spójnia” i Towarzystwem Pracujących Polaków. Nawiązał szeroką współpracę z polską i zagraniczną prasą socjalistyczną, z periodykami społeczno-kulturalnymi i naukowymi.
Również w 1895 roku Kazimierz Kelles-Krauz powołany został na sekretarza komisji chłopskiej ZZSP, której celem było gromadzenie materiałów do spraw chłopskich i agitacji PPS na wsi oraz opracowanie specjalnej jednodniówki poświęconej sprawom chłopskim.
W 1896 rozpoczął studia w École libre des sciences politiques (studiując prawo, historię, ekonomię i socjologię), które ukończył z wyróżnieniem. Słuchał też wykładów w Collège libre des sciences sociales, gdzie w 1897 został wykładowcą w randze docenta. W 1901 po wygłoszeniu cyklu wykładów w Uniwersytecie Nowym w Brukseli otrzymał stopień doktora nauk społecznych. Osiedlił się ostatecznie w Austrii. W Wiedniu wstąpił na wydział prawa tamtejszego uniwersytetu. Oddalony od bezpośredniej pracy partyjnej napisał tu wiele prac z dziedziny filozofii i socjologii. W ostatnich dniach września 1902 odbył z Józefem Piłsudskim, w swoim wiedeńskim mieszkaniu,  naradę w sprawie omówienia stanowiska PPS na wspólną konferencję przedstawicieli Vorstandu SPD w Berlinie. Obydwaj doszli wtedy do zgodnego przekonania, że stanowisko PPS winno być nieustępliwe. W 1902 wygłosiłł cykl wykładów z filozofii marksistowskiej na Uniwersytecie Nowym w Brukseli, w 1903–1904 był sekretarzem i wykładowcą Wyższych Kursów Wakacyjnych w Zakopanem. 14 lutego 1904 rozpoczął swą działalność wiedeński oddział Towarzystwa Uniwersytetu Ludowego im. Adama Mickiewicza, którego Kazimierz Kelles-Krauz był przewodniczącym. Wykłady, w których brał czynny udział, odbywały się w sali Czeskiej Biesiady w Wiedniu. Osłabiony chorobą płuc i ciężką ponad siły pracą, tuż przed ukończeniem studiów prawniczych zmarł.
Zarządzeniem prezydenta RP Ignacego Mościckiego z 19 grudnia 1930 został odznaczony pośmiertnie Krzyżem Niepodległości za pracę w dziele odzyskania niepodległości.

## Poglądy
Jego poglądy filozoficzne i socjologiczne mieszczą się w ramach takich prądów ideowych jak marksizm, pozytywizm, ewolucjonizm i neokantyzm. Deklarując się jako marksista, był żarliwym obrońcą teoretycznych założeń materializmu historycznego, a jednocześnie traktował go jako „system otwarty”, jako zespół zasad wypracowanych przez Marksa i Engelsa w studiach nad formacją kapitalistyczną, które należy dopiero zastosować do całej przeszłości, w spojrzeniu na teraźniejszość i w prognozach na przyszłość. Marksizm nazywał „monizmem ekonomicznym”, „monizmem”, „ekonomizmem” i w dobie licznych koncepcji rewizjonistycznych względem teorii Marksa bronił szczególnie determinizmu ekonomicznego.
Traktując marksizm jako system socjologiczny, dążył do wypracowania filozofii marksizmu i oparł się tu na filozofii Augusta Comte'a. Pod jej wpływem ułożył szereg klasyfikacyjny zjawisk społecznych. Wydzielił 3 warstwy zjawisk: ekonomię, moralność i prawo oraz naukę, sztukę, filozofię i religię. Druga warstwa zależy, według niego, bezpośrednio od sposobu produkcji, zaś warstwa trzecia tylko pośrednio, poprzez formy etyki i prawa, co przyczynia się do zatracenia w świadomości społecznej jej utylitarnego źródła i celu. Szczególnie nauka może jawić się jako bezinteresowna, gdyż posiada i drugie źródło inspiracji: własną logikę i tradycję intelektualną.
Pod wpływem neokantyzmu Kelles-Krauz badał problem klasowego charakteru świadomości społecznej nadając mu miano apercepcji klasowej i swą koncepcję traktował jako dopracowanie zagadnienia wtórności idei w stosunku do ekonomicznego podłoża. Teorie socjologiczne, w tym marksizm, były według niego, wyrazem pewnego stadium rozwoju ekonomicznego i związanych z nim dążeń pewnej klasy, stąd muszą z czasem ulec transpozycji lub zniknąć. Neokantowski rodowód miało też m.in. podjęte przezeń zagadnienie genezy ideałów ludzkości, ideałów klas wchodzących na arenę życia politycznego, a więc idei rewolucyjnych, wyprzedzających rozwój ekonomiczny. Rozwiązaniem tego zagadnienia było jego prawo retrospekcji przewrotowej, które wbudowywało w linearny model historiozofii marksizmu elementy teorii cyklicznych, wyjaśniało repetycję pewnych elementów świadomości społecznej w dziejach. Repetycja ta, według Kelles-Krauza, występowała w pewnych rytmach, których fluktuacje wyznaczały 2 antagonistyczne zasady: indywidualizmu i socjalizmu. Ideał socjalistyczny nazywał drugą retrospekcją, Nowym Odrodzeniem, a Erazmem tego odrodzenia nazywał słynnego ewolucjonistę Lewisa H. Morgana.
Jako działacz ZZSP i PPS podejmował wielokrotnie problemy taktyki ruchu robotniczego. Od pierwszego jednak odczytu na posiedzeniu sekcji paryskiej (pt. Klasowość naszego programu) aż do końca życia trwała jego polemika z Centralizacją i Komitetem Zagranicznym PPS, a jego główne prace ukazały się poza organami tych partii. Uznanie prawa Polski do niepodległości, kwestia stosunku do SDKPiL i rosyjskiego ruchu robotniczego, wizja demokratycznego państwa i dążenia Kelles-Krauza do wypracowania odrębnego programu agrarnego dla partii były głównymi punktami sporu Kelles-Krauza z kierownictwem partii. Rozbieżność poglądów w tym zakresie w łonie partii stała się po jego śmierci powodem rozłamu w PPS.

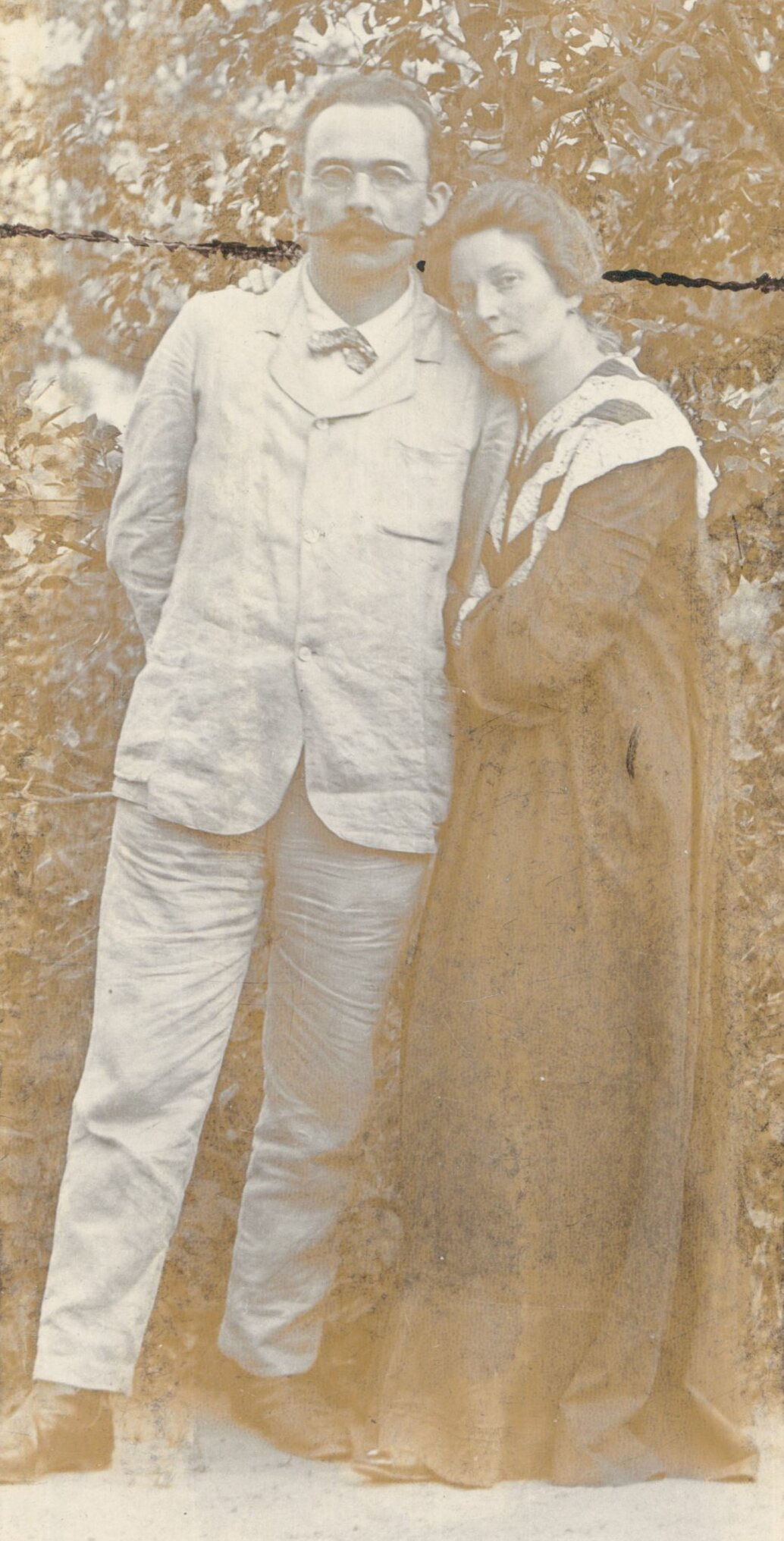
Kazimierz Kelles-Krauz z żoną, ok. 1903 r.

## Życie prywatne
Jego żoną była Maria Katarzyna z domu Goldsteyn (Goldsztejn), z którą wziął ślub 26 czerwca 1894 r. w Radomiu. Ich córką była Janina (1898–1975), starszy kustosz Biblioteki PAN im. Ossolińskich we Wrocławiu. Miał czworo rodzeństwa oraz troje rodzeństwa przyrodniego. Jego młodszym bratem był Stanisław Kelles-Krauz, którego żoną była Maria Helena Kelles-Krauz.

## Opublikowane prace
- Pisma wybrane, tom 1–2, wyd. Książka i Wiedza, Warszawa 1962
- Listy. T. 1, 1890–1897, T. 2, 1898–1905, pod red. i ze wstępem Feliksa Tycha; zebrali i oprac. Wiesław Bieńkowski, Aleksandra Garlicka, Aleksander Kochański, Ossolineum, Wrocław 1984 ISBN 83-04-01569-2

## Upamiętnienie
W Radomiu (w Śródmieściu - pomiędzy ulicą Andrzeja Struga, a ulicą 25 Czerwca) znajduje się ulica nazwana imieniem Kazimierza Kelles-Krauza.